# Ignacy Ogiński
Ignacy Ogiński herbu własnego (ur. ok. 1698, zm. 25 stycznia 1775 w Halle) – marszałek wielki litewski, kasztelan wileński, marszałek nadworny litewski 1744-1750, oboźny wielki litewski 1729-1744, marszałek Trybunału Głównego Wielkiego Księstwa Litewskiego w 1732 roku, starosta brasławski 1728-1738, w 1736 odznaczony Orderem Orła Białego, w 1729 roku mianowany oboźnym wielkim litewskim, dyplomata, chorąży husarski znaku królewskiego, porucznik petyhorski znaku królewicza w 1738 roku, starosta borysowski w 1720 roku, starosta maćkowski, kadaryski, koziański, płotelski i wasiliski.

## Życiorys
Był synem Marcjana Michała i Teresy z Brzostowskich.
Poseł witebski na sejm 1729 roku. Należał do opozycji litewskiej, która go zerwała. Poseł brasławski na sejm 1730 roku. Poseł z Inflant Litewskich na sejm konwokacyjny 1733 roku. W 1733 roku był elektorem Stanisława Leszczyńskiego z województwa wileńskiego. Członek konfederacji dzikowskiej. Poseł inflancki na sejm nadzwyczajny pacyfikacyjny 1736 roku i sejm 1738 roku. Poseł polski w Rosji w 1740 i 1743/1744 roku. Chciał załatwić sprawy korekty granic i postulować by Ernest Jan Biron powrócił na tron kurlandzki. Nic nie osiągnął ponieważ okazało się, że jego postulatów nie popierają August III Sas i Henryk Brühl, którzy chcieli za wszelką cenę uniknąć zadrażnień z Rosją.
W czasie elekcji 1764 roku został sędzią generalnego sądu kapturowego. Był członkiem konfederacji generalnej Wielkiego Księstwa Litewskiego w 1764 roku.
Był członkiem lóż wolnomularskich w Wiśniowcu i Dukli (1742 i 1749).
W 1739 roku poślubił Helenę Ogińską.
W 1773 roku wraz z żoną ufundował murowany klasztor zakonu Trynitarzy na Solcu w Warszawie.
Był bezdzietny. Pochowany został w kościele jezuitów w Witebsku.